# Spiliphera punctata
Spiliphera punctata is een rondwormensoort uit de familie van de Chromadoridae. De wetenschappelijke naam van de soort is voor het eerst geldig gepubliceerd in 1900 door Linstow.